# Toni Fejzula
Toni Fejzula (Belgrado, 1º dicembre 1980) è un fumettista e scrittore serbo.

## Opere
- Central zéro, sceneggiatura di Alex Nikolavitch, Soleil Productions

1. Les péchés du père, 2003

- Spiro Anaconda, sceneggiatura di Jean-Marc Lainé
  - Zembla (Spécial), rivista, n ° 158-162 (episodio 1-4), 2001.